# Antonio Meneghelli
Antonio Meneghelli, né à Vérone le 15 août 1765 mort à Padoue le 14 décembre 1844, est un littérateur et juriste italien.

## Biographie
Né à Vérone le 15 août 1765, Antonio Meneghelli fit ses études à Venise, où sa famille vint se fixer en 1770. Il s’occupa tout particulièrement de l’étude de la science sacrée et des langues orientales. Il fut ordonné prêtre et il s’adonna d’abord à l’éloquence de la chaire. Reçu docteur en philosophie et en science légale, il fut chargé en 1797 de l’éducation d’Antonio Donà, fils du chevalier Pietro Donà, ancien ambassadeur auprès du Saint-Siège. Peu de temps après le gouvernement autrichien le nomma professeur d’éloquence et de droit romain à l’école des Jésuites, sorte d’université qui avait été constituée en 1762 par la république de Venise. Meneghelli conserva cette chaire jusqu’en 1807, époque à laquelle il alla professer le droit romain au lycée de Venise. En 1815, par suite du nouveau système scientifique introduit à Venise par le gouvernement autrichien, Meneghelli fut envoyé à Padoue, où il professa deux ans le droit féodal, la politique légale et le droit commercial. Antonio Meneghelli mourut le 14 décembre 1844.

## Œuvres
- Saggio sopra il sistema metrico, Venise, 1802, in-8° ;
- Della mutua gloria dei principi e delle lettere, ibid., 1806, in-8° ;
- Saggio storico critico sopra l’eloquenza e la filosofia della Grecia e del Lazio, ibid., 1806, in-8° ;
- Dell’influenza delle scienze nella sicurezza delle nazioni, ibid., 1807, in-8° ;
- Della nomosofia Veneziana, ibid., 1808, in-fol. ;
- Dei diritti degli Italiani alla stima delle nazioni, ibid., 1808, in-4° ;
- Dell’eccellenza degli istituti di pubblica educazione, ibid., 1809, in-8° ;
- Dell’influenza delle lettere nelle scienze, ibid., 1810, in-8° ;
- Dell’influenza delle scienze nelle lettere, ibid., 1811, in-8° ;
- Dell’influenza delle lettere nella morale, ibid., 1815, in-8° ;
- Elogi di alcuni illustri Italiani, ibid., 1815, 2 vol. in-8° ;
- Vita di Melchiorre Cesarotti, ibid., 1817, in-8° ;
- Introduzione allo studio politico-legale, ibid., 1817, in-8°.